# Algodonite
L'algodonite est un minéral de la classe des sulfures. Son nom provient de sa localité type : la mine d'argent Los Algodones de La Serena à Coquimbo au Chili. Un synonyme rare est algadonite,.

## Caractéristiques
L'algodonite est un arséniure de cuivre de formule : Cu6As. Elle cristallise dans le système hexagonal en formant des cristaux gris ou blancs avec des tons métalliques. Elle a une dureté sur l'échelle de Mohs de 4 et une densité comprise entre 8,38 et 8,72,.

## Classification
Selon la classification de Nickel-Strunz, l'algodonite appartient à "02.AA: Alliages de métalloïdes avec Cu, Ag, Au" avec les minéraux suivants : domeykite-β, domeykite, koutekite, novakite, cuprostibite, kutinaïte, allargentum, dyscrasite, maldonite et stistaïte.

## Formation
Elle se forme comme minéral rare dans les gisements d'altération hydrothermale, étroitement liée à d'autres arséniures de cuivre. Elle est généralement associée à d'autres minéraux comme le cuivre natif, l'argent natif, la domeykite ou la koutekite,.

## Galerie

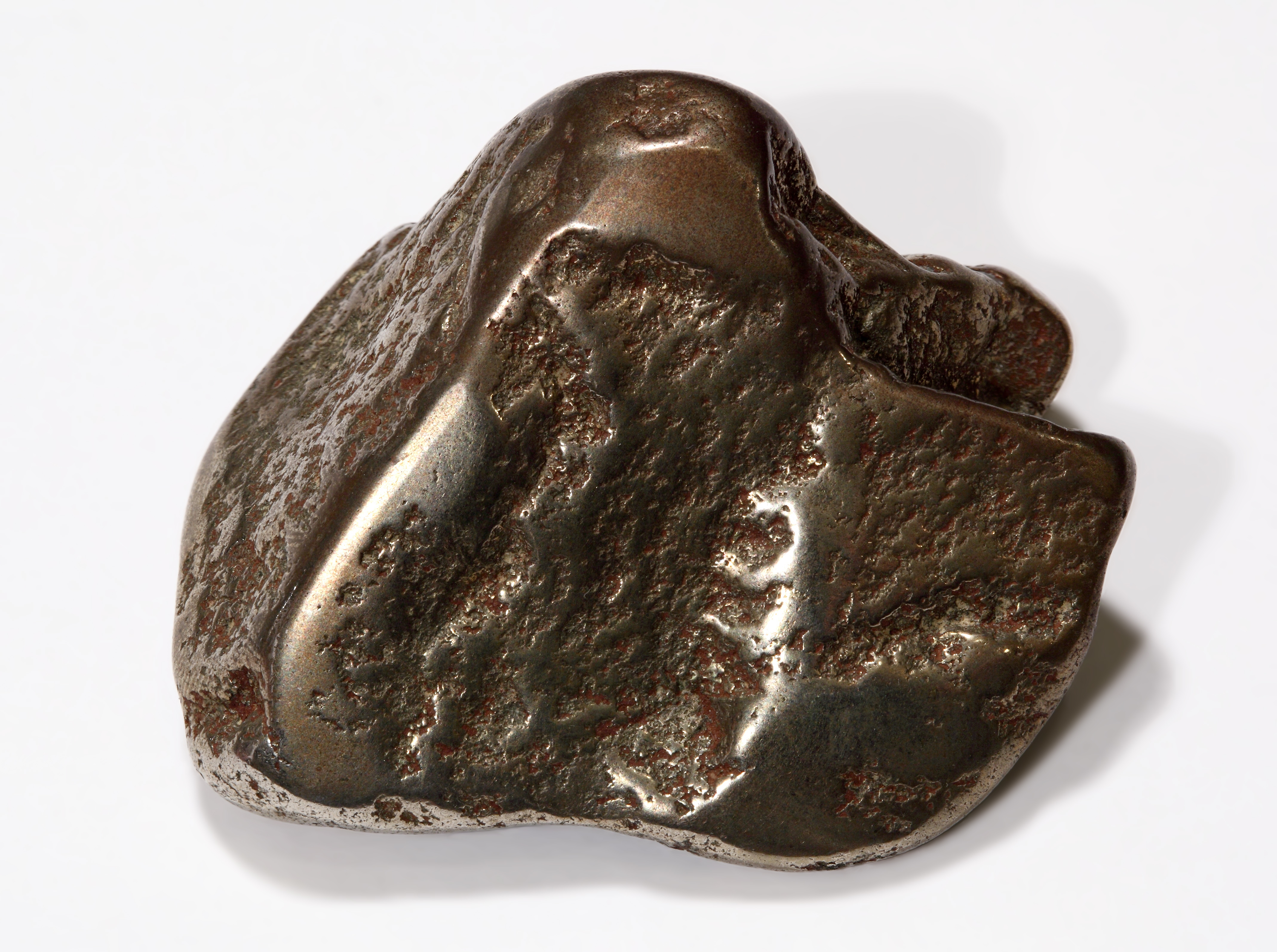
Mélange de domeykite, d'algodonite et de cuivre natif
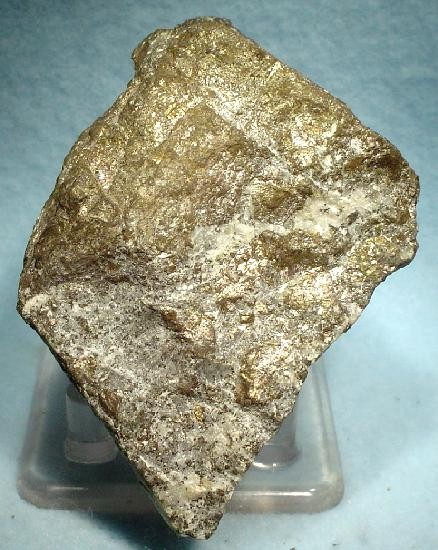
Algodonite